# Adam Nadachowski (paleontolog)
Adam Nadachowski (ur. 1950) – polski paleontolog, prof. dr hab. nauk przyrodniczych, profesor zwyczajny Instytutu Systematyki i Ewolucji Zwierząt Polskiej Akademii Nauk.

## Życiorys
W 1992 habilitował się na podstawie oceny dorobku naukowego i pracy zatytułowanej Systematics, Geographic Variation, and Evolution of Snow Voles (Chionomys) Based on Dental Characters, a 31 października 2000 nadano mu tytuł profesora w zakresie nauk biologicznych. Został zatrudniony na stanowisku profesora nadzwyczajnego w Instytucie Biologii Środowiskowej na Wydziale Nauk Biologicznych Uniwersytetu Wrocławskiego, gdzie pracował do 2019 (do 2016 kierował Zakładem Paleozoologii).
Objął funkcję profesora zwyczajnego w Instytucie Systematyki i Ewolucji Zwierząt Polskiej Akademii Nauk, oraz członka Komitetu Biologii Organizmalnej II Wydziału Nauk Biologicznych i Rolniczych, Komitetu Biologii Środowiskowej i Ewolucyjnej II Wydziału Nauk Biologicznych i Rolniczych, Komitetu Badań Czwartorzędu III Wydziału Nauk Ścisłych i Nauk o Ziemi Polskiej Akademii Nauk i Komisji Paleogeografii Czwartorzędu IV Wydziału Przyrodniczego Polskiej Akademii Umiejętności, a także wiceprzewodniczącego rady naukowej Instytutu Systematyki i Ewolucji Zwierząt Polskiej Akademii Nauk.

## Wybrane publikacje
- 2004: Molecular phylogeny of the speciose vole genus Microtus (Arvicolinae, Rodentia) inferred from mitochondrial DNA sequences[1]
- 2010: The first Neanderthal tooth found North of the Carpathian Mountains[1]
- 2011: Biostratigraphic importance of the Early Pleistocene fauna from Żabia Cave (Poland) in Central Europe[1]